# Nowa szkoła katolicka w Nowej Rudzie
Nowa szkoła katolicka w Nowej Rudzie – budynek wzniesiony w latach 1882–1884 w Nowej Rudzie.

## Styl
Szkołę wybudowano w stylu historyzmu, czyli neoklasycyzmu złączonego ze stylem arkadowym, mającym związek ze stylem florenckim reprezentowanym przez szkołę berlińską.

## Historia
W 1885 r. przed szkołą katolicką postawiono pomnik żołnierzy (Kriegerdenkmal) poległych w wojnach: prusko-austriackiej z 1866 r. i francusko-pruskiej z lat 1870–1871. Obelisk przeniesiono z placu przy obecnej ul. Niepodległości. Pomnik, stojący na cokole i przedstawiający orła, rozebrano po 1945 r..
10 września 1945 r. w obiekcie rozpoczęła działalność Szkoła Podstawowa nr 1.  We wrześniu 1947 r. szkoła została połączona z gimnazjum, co dało początek  11-klasowej Szkole Ogólnokształcącej Stopnia Podstawowego i Licealnego TPD. W 1966 r. podzielono jedenastkę na szkołę podstawową i liceum ogólnokształcące. W 1982 r. szkoła podstawowa otrzymała imię Jana Kochanowskiego. Szkoła Podstawowa nr 1 istniała do końca czerwca 2004 r., kiedy budynek przejęło Gimnazjum nr 1 powstałe w 1999 r.  W związku z reformą edukacji 1 września 2017 w tym budynku rozpoczęła kształcenie ośmioletnia Szkoła Podstawowa nr 2.